# Красная юбка
«Красная юбка» (фр. Le jupon rouge, английский вариант названия: «Manuela’s Loves») — французская драма 1987 года режиссёра Женевьевы Лефёвр.

## Сюжет
Мануэла расстаётся с другом, чтобы помочь своей подруге Баша с её работой. Баша — бывшая заключенная Равенсбрюка, пожилая женщина со слабым здоровьем. Сейчас она работает в благотворительной организации по защите прав человека в ЮАР. Женщины знакомы уже двадцать лет, и Мануэла сильно привязана к Баша.
Однажды Баша знакомит её с Клод — молодой девушкой, работающей дизайнером. Сама Мануэла тоже занимается одеждой — она создаёт костюмы для театра. Девушки быстро знакомятся и сближаются. Наблюдая их дружбу, Баша всё больше отдаляется, считая себя несчастной и всеми покинутой. В то время, как у подруг начинается роман, Баша обвиняет Мануэлу в предательстве и запирается у себя в квартире, отказываясь общаться и показываться врачам.
Мануэла чувствует ответственность за старую подругу и ищет сближения. Ей удаётся снова восстановить отношения. Но одновременно страдают её отношения с Клод. Пережившая страшные муки в концентрационном лагере, Баша хочет исключительного права на дружбу с Мануэлой. Не имея семьи и детей, она окружает подругу такими же стенами, в каких до сих пор находится сама с дней войны. Не в силах преодолеть её морального права требовать общения, Мануэла в очередной раз отказывается от собственного счастья.

## Актёрский состав
| В ролях            |  | Персонаж |
| ------------------ |  | -------- |
| Мари-Кристин Барро |  | Мануэла  |
| Алида Валли        |  | Баша     |
| Гильмет Гробон     |  | Клод     |